# Augusto Blanca
Augusto Blanca (Banes, Holguín, Cuba - 24 de junio de 1945) es un cantautor cubano, uno de los músicos fundadores de la Nueva Trova Cubana.

## Trayectoria artística
Siguiendo la más pura tradición trovadoresca cubana, ha explotado durante años la capacidad escénica de la canción, a través de lo que el mismo llamó "Teatrova". Blanca se encuentra entre los fundadores del Movimiento de la Nueva Trova en 1973 y se ha mantenido desde entonces como uno de sus principales exponentes.
Vinculado al mundo del teatro, ha obtenido diversos premios en actuación, dirección y por su música. ligado entre otros a "Teatrova", Cabildo Teatral Santiago, Teatro Guiñol de Santiago de Cuba, Grupo "Okantomí" y Teatro Estudio. Augusto Blanca se ha presentado en varios países de América Latina, Europa, África y el Caribe en diferentes eventos de música y teatro, y ha compartido escenarios con figuras como Silvio Rodríguez, Pablo Milanés, Noel Nicola, Vicente Feliú y Santiago Feliú, Sara González, Miriam Ramos, Lázaro García, Joan Manuel Serrat, Víctor Jara, Daniel Viglietti, Víctor Heredia, Ángel Parra e Isabel Parra y Nora Blanco además de varios actores como María Eugenia García, Corina Mestre, Jacqueline Arenal, Yanara Moreno y Renecito de la Cruz.

## Discografía
- Regalo [1979]
- De regreso [1982]
- Puñado de semillas [1988]
- Este árbol que sembramos [1997]
- Casi feliz. A guitarra limpia [1999]
- Luna trovera [2003]
- La fuga de la tarde [2012]
- Tarareos para Isabella (Augusto Blanca - Rosy Rodríguez) [2014]
- Poblinas (Ires y venires) Vol 1 [2015]
- Poblinas (Lo que persiste) Vol 2 [2015]
- Humedades [2021]